# Sthenopus mollis
Sthenopus mollis är en fiskart som beskrevs av Richardson, 1848. Sthenopus mollis ingår i släktet Sthenopus och familjen Aploactinidae. Inga underarter finns listade i Catalogue of Life.